# Розбудова держави (журнал)
«Розбудова Держави» — бюлетень-квартальник, орган студентської націоналістичної організації «Зарево», виходив з 1949 у Мюнхені (на циклостилі), з 1951 — друком у Монреалі, з 1954 у Клівленді і 1955-57 у Денвері (США). Редактор — М. Антонович (1949—1954), пізніше Б. Винар.
Спочатку ідеологічний журнал студентів групи полковника А. Мельника, згодом — державницької думки, присвячений актуальним питанням. У журналі «Розбудова держави» спіпрацювали фахівці різних ділянок україністики і совєтознавства. В Україні журнал "Розбудова держави" видається з 1994 року. З 2000 року журнал виходить у видавництві імені Олени Теліги. 